# Thompsonville (Michigan)
Thompsonville is een plaats (village) in de Amerikaanse staat Michigan, en valt bestuurlijk gezien onder Benzie County.

## Demografie
Bij de volkstelling in 2000 werd het aantal inwoners vastgesteld op 457.
In 2006 is het aantal inwoners door het United States Census Bureau geschat op 453, een daling van 4 (-0,9%).

## Geografie
Volgens het United States Census Bureau beslaat de plaats een oppervlakte van
2,6 km², geheel bestaande uit land. Thompsonville ligt op ongeveer 242 m boven zeeniveau.

## Plaatsen in de nabije omgeving
De onderstaande figuur toont nabijgelegen plaatsen in een straal van 20 km rond Thompsonville.